# Olivia Zúñiga
Olivia Zúñiga Correa, née le 21 août 1916 à Villa Purificación (Jalisco, Mexique) et morte en 1992, est une poétesse, romancière et essayiste mexicaine.

## Biographie
Olivia Zúñiga Correa est la fille du général révolutionnaire Eugenio Zúñiga et de Trinidad Correa González-Hermosillo.
Dès l'âge de deux ou trois ans, elle est confiée à un oncle maternel, le prêtre Rafael Guillermo Correa González-Hermosillo, qui l'emmène vivre à Tenamaxtlán et lui donne une préceptrice, Crescencia López. 
En 1930, le général Lázaro Cárdenas, qui avait fait partie de l'État-major général du général Eugenio Zúñiga en 1914, l'emmène vivre à Mexico. En 1942, elle étudie l'art dramatique avec le metteur en scène et chorégraphe japonais Seki Sano.
En 1947, elle publie un volume de poésie intitulé Amante imaginado, avec une préface de l'universitaire espagnol Luis Fernández Ardavín. Dans les années 1950 et 1960, elle collabore aux magazines de Guadalajara Ariel, d'Emmanuel Carballo; Et Caetera, d'Adalberto Navarro Sánchez, et Summa et Xallixtlico, d'Arturo Rivas Sáinz (dont elle fut l'élève dans la matière de Grammaire), et dans les magazines de Mexico Fuensanta et México en la Cultura. Elle écrit aussi dans Excélsior, Suplemento de Novedades et El Nacional.
Ses romans sont autobiographiques. Elle est la première lauréate du Prix de littérature Jalisco, en 1950, pour son roman Retrato de una niña triste (Portrait d'une fille triste). En 1958, elle reçoit la Médaille José María Vigil, qui est décernée à des écrivains distingués.

## Œuvres

### Poésie
- Amante imaginado (Amant imaginaire), 1947[3].
- Los amantes y la noche (Les amants et la nuit), 1953.
- Hasta el grano de luz (Jusqu'à grain de lumière), 1969.
- El hijo, inédito (Le fils, inédit).

### Romans
- Regrato de una niña triste (Portrait d'une fille triste), 1950.
- Entre el infierno y la luz (Entre enfer et lumière), 1952.
- La muerte es una ciudad distinta (La mort est une autre ville), 1959.

### Histoire
- Antología universal de lecturas infantiles (Anthologie universelle de la lecture enfantine), 1952.

### Essai
- Mathias Goeritz, 1962 (traduit en anglais).